# Uitvaert van mijn Dochterken
Uitvaert van mijn dochterken is een literair werk (klaagzang) van Joost van den Vondel uit 1633. Het gaat over de dood van zijn dochter Saertje die op jonge leeftijd stierf. Om zijn verdriet te verwerken begon hij zijn gedachten om te zetten in woorden. 

## Gedicht
De felle Doot, die nu geen wit magh zien,

Verschoont de grijze liên.

Zij zit omhoogh, en mikt met haren schicht

Op het onnozel wicht,

En lacht, wanneer, in 't scheien,

de droeve moeders schreien
Zy zagh er een, dat, wuft en onbestuurt,

De vreught was van de buurt,

En, vlugh te voet, in 't slingertouwtjesprong:

Of zoet Fiane zong,

En huppelde, in het reitje,

om 't lieve lodderaitje; 

Of dreef, gevolgd van ene wakkre troep,

De rinkelende hoep

De straten door: of schaterde op een schop

Of speelde met de pop,

Het voorspel van de dagen,

Die d’eerste vreugd verjagen.

Of onderhield, met bikkel en bonket,

De kinderlijke wet,

En rolde en greep, op ’t springend elpenbeen,

De beentjes van de steen;

En had dat zoete leven

Om geld noch goed gegeven:

Maar wat gebeurt? terwijl het zich vermaakt'

Zoo wort het hart geraackt,

(dat speelziek hart) van eenen scharpen flits,

Te dootlick en te bits.

De doot quam op de lippen,

En 't zieltje zelf ging glippen.

Toen stont helaas! de jammerende schaar 

Met tranen om de baar, 

En kermde noch op 't lijck van haar gespeel, 

En wenschte lot en deel 

Te hebben met haar kaartje,

En doot te zijn als Saartje.

De speelnoot vlocht (toen 't anders niet mocht zijn)

Een krans van roosmarijn, 

Ter liefde van heur beste kameraat. 

O' krancke troost! wat baat 

de groene en goude lover? 

Die staatsie gaat haast over. 

## Inhoud
Vondel stelt zijn dochter voor als onschuldig, lief kind. 
De dood vergelijkt hij met een boogschutter die genadeloos toeslaat. 

## Vorm
StrofesHet gedicht telt 7 strofes die elk 6 regels bevatten.
RijmVondel maakt gebruik van gepaard rijm zoals bij de eerste strofe: aa bb cc. Zo is het rijmschema in elke strofe opnieuw gepaard rijm, maar dan met andere klanken. De regels rijmen in volrijm.
StijlfigurenIn het gedicht zitten er ook een paar stijlfiguren:
- Herhaling: of, en, (zelfde opbouw van zinnen)
- Enjambement (doorlopen van de zin op volgende regel)

Kenmerken BarokIn het gedicht zijn enkele kenmerken van het barok te herkennen. Hierbij valt te onderscheiden tussen inhoudelijke kenmerken en vormelijke.
Inhoudelijke eigenschappen
- overdrijving: vb: symbolisering van de dood
- Hevige gevoelens: zie voorlaatste strofe
- spiritualisme: de vluchtigheid van het menselijk bestaan
- levensontgoocheling

Vormelijke eigenschappen
- De regels zijn niet even lang en bevatten geen vast aantal versvoeten.